# John Bonaventure Kwofie
John Bonaventure Kwofie (Apowa, 26 aprile 1958) è un arcivescovo cattolico ghanese, dal 2 gennaio 2019 arcivescovo metropolita di Accra.

## Biografia

### Formazione e ministero sacerdotale
Dopo essere entrato nel seminario di Gbanga, ha studiato filosofia e ha conseguito il baccellierato in teologia.
Ha emesso i voti religiosi nella Congregazione dello Spirito Santo il 2 agosto 1987 ed è stato ordinato sacerdote il 23 luglio 1988.
Dopo l'ordinazione sacerdotale ha perfezionato gli studi conseguendo una licenza in Sacra Scrittura presso il Pontificio Istituto Biblico di Roma.
Dal 1995 al 2004 è stato vice presidente della Conferenza dei Superiori Maggiori per l'Africa, mentre dal 1995 al 2001 superiore per la fondazione della congregazione dell'Africa occidentale.
Dal 2004 al 2012 è stato primo assistente del superiore generale della sua congregazione.

### Ministero episcopale
Il 3 luglio 2014 papa Francesco lo ha nominato vescovo di Sekondi-Takoradi.
Ha ricevuto l'ordinazione episcopale il 13 settembre 2014 dalle mani del cardinale Peter Turkson, co-consacranti l'arcivescovo titolare di Sulci e nunzio apostolico in Ghana Jean-Marie Speich e l'arcivescovo metropolita di Cape Coast Matthias Kobena Nketsiah.
Il 2 gennaio 2019 è stato promosso dallo stesso papa Francesco arcivescovo metropolita di Accra. Ha preso possesso dell'arcidiocesi il 1º marzo successivo.

## Genealogia episcopale
La genealogia episcopale è:
- Cardinale Scipione Rebiba
- Cardinale Giulio Antonio Santori
- Cardinale Girolamo Bernerio, O.P.
- Arcivescovo Galeazzo Sanvitale
- Cardinale Ludovico Ludovisi
- Cardinale Luigi Caetani
- Cardinale Ulderico Carpegna
- Cardinale Paluzzo Paluzzi Altieri degli Albertoni
- Cardinale Gaspare Carpegna
- Cardinale Fabrizio Paolucci
- Cardinale Francesco Barberini
- Cardinale Annibale Albani
- Cardinale Federico Marcello Lante Montefeltro della Rovere
- Vescovo Charles Walmesley, O.S.B.
- Vescovo William Gibson
- Vescovo John Douglass
- Vescovo William Poynter
- Vescovo Thomas Penswick
- Vescovo John Briggs
- Arcivescovo William Bernard Ullathorne, O.S.B.
- Cardinale Henry Edward Manning
- Cardinale Herbert Vaughan
- Cardinale Francis Alphonsus Bourne
- Arcivescovo Richard Downey
- Arcivescovo William Thomas Porter, S.M.A.
- Arcivescovo John Kodwo Amissah
- Arcivescovo Dominic Kodwo Andoh
- Cardinale Peter Turkson
- Arcivescovo John Bonaventure Kwofie, C.S.Sp.